# Agenția Europeană pentru Medicamente
Agenția Europeană pentru Medicamente (cu acronimul EMA, de la denumirea în limba engleză - European Medicines Agency) este o agenție europeană pentru evaluarea produselor medicamentoase. Până în 2004, agenția a fost cunoscută sub denumirea de European Agency for the Evaluation of Medicinal Products.
Există organisme similare la nivel național, cum sunt Agenția Națională a Medicamentului (ANM) și Institutul pentru Controlul Produselor Biologice și Medicamentelor de uz Veterinar (ICBMV) pentru medicamentele veterinare, în România, Food and Drug Administration (FDA), în SUA, sau Food Standards Agency (FSA), în Regatul Unit al Marii Britanii și al Irlandei de Nord.

## Operațiuni
Agenția Europeană a MedicamentuluiEMA (UE), operează ca o agenție științifică decentralizată (în opoziție cu o autoritate de reglementare) a Uniunii Europene (UE), iar responsabilitatea sa principală este protejată și promovarea sănătății publice și animalelor, prin evaluarea și supravegherea medicamentelor destinate uzului. uman și veterinar. Mai exact, coordonează evaluarea și monitorizarea referințelor produselor autorizate centrale și a dezvoltării îndrumărilor tehnice și oferă sfaturi științifice sponsorilor. Domeniul său de operațiune acoperă produse medicamentoase destinate uzului uman și veterinar, inclusiv terapiile biologice și avansate și produse medicinale pe bază de plante. Agenția este alcătuită din Secretariat (aproximativ 600 de angajați), un consiliu de administrație, șapte comitete științifice (produse medicamentoase umane, veterinare și pe bază de plante, medicamente orfane, pediatrie, terapii avans ate și evaluare a riscurilor farmacovigilenței) și un număr de grupuri de lucru științifice.